# Reichenau an der Rax
Reichenau an der Rax osztrák mezőváros Alsó-Ausztria Neunkircheni járásában. 2019 januárjában 2524 lakosa volt. 

## Elhelyezkedése

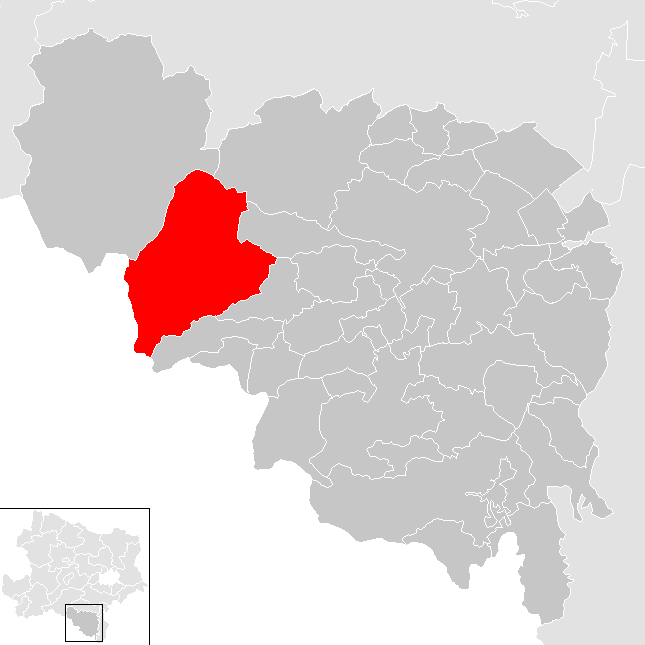
Reichenau an der Rax a Neunkircheni járásban

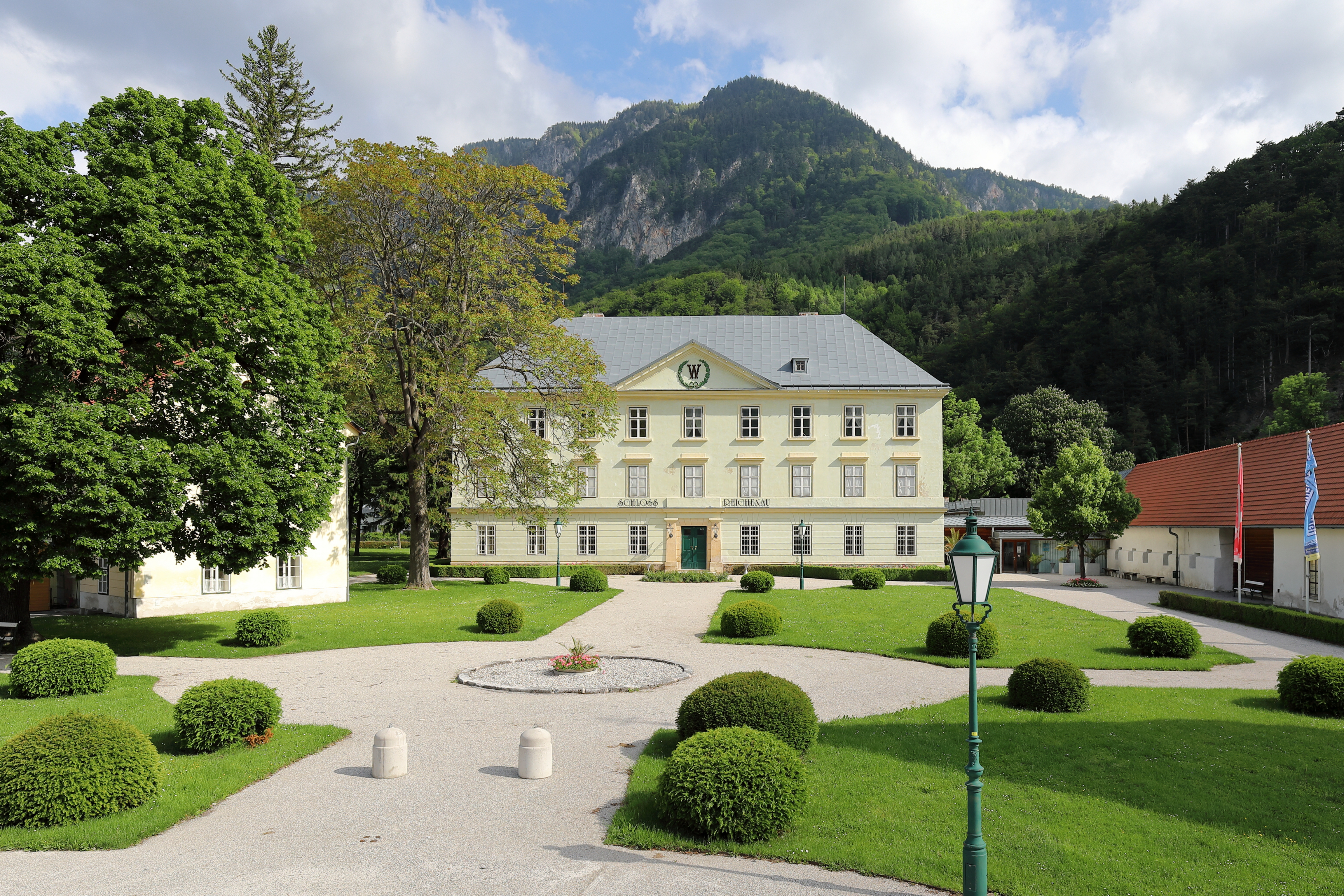
A reichenaui kastély

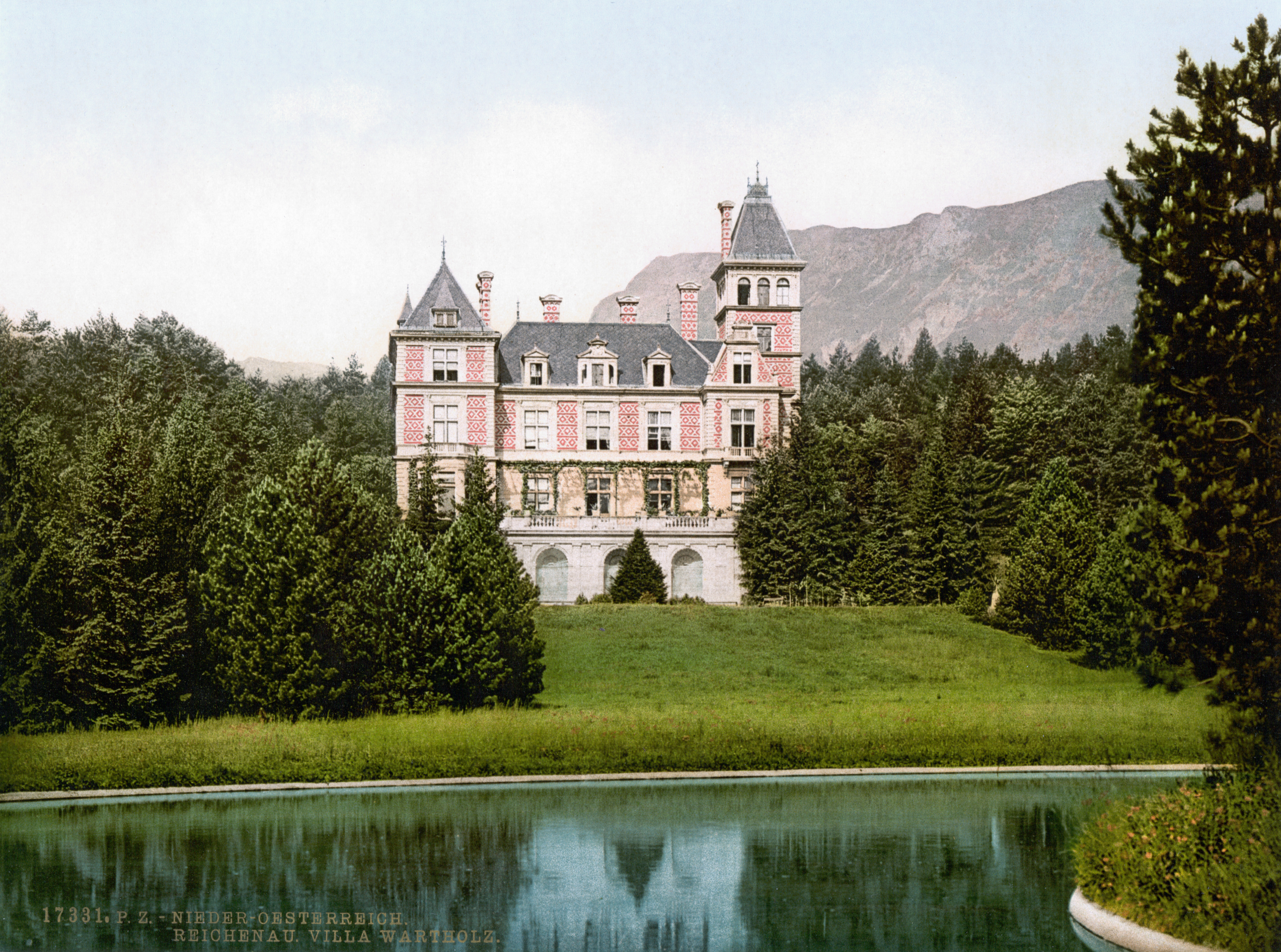
A Villa Wartholz

Reichenau an der Rax Alsó-Ausztria Industrieviertel régiójában fekszik a Rax-hegység délkeleti lábánál, a Schwarza folyó mentén. Egyéb fontos folyóvizei a Preinbach és a Grünstingbach. Az önkormányzat 15 településrészt illetve falut egyesít: Dörfl (108 lakos 2019-ben), Edlach an der Rax (298), Griesleiten (28), Großau (40), Grünsting (45), Hinterleiten (54), Hirschwang an der Rax (397), Kleinau (16), Mayerhöfen (12), Oberland (9), Prein an der Rax (159), Preinrotte (52), Reichenau an der Rax (1260), Sonnleiten (34) és Thonberg (12). 
A környező önkormányzatok: északnyugatra Schwarzau im Gebirge, északra Puchberg am Schneeberg, északkeletre Bürg-Vöstenhof, keletre Payerbach, délre Breitenstein, délnyugatra Spital am Semmering, nyugatra Neuberg an der Mürz (utóbbi kettő Stájerországban). 

## Története
Miután a Déli vasút 1842-ben kezdődő kiépítése megnyitotta a régió hegyvidékét a látogatók számára, Reichenau hamarosan az Osztrák-Magyar Monarchia felsőbb köreinek kedvelt üdülőhelyévé vált. Exkluzivitását csak fokozta, amikor Károly Lajos főherceg 1870–72-ben megépíttette a Villa Wartholzot. Ezt követően Nathaniel Meyer von Rothschild kezdett kastélyépítésbe, és 1884–1889 között elkészült a Rothschild-kastély (vagy hinterleiteni kastély).
A neves írók, Arthur Schnitzler és Peter Altenberg is gyakran megfordultak Reichenauban. Schnitzler itt írta – mindössze hat nap alatt – Guszti hadnagy (Lieutenant Gustl) c. novelláját. Heimito von Doderer, a Nobel-díjra többször is jelölt író is itt töltötte a nyarait a család nyári rezidenciájában. Ferenc József és családja is több alkalommal ellátogatott a városkába, fiáról, Rudolf koronahercegről nevezték el a hidegvízkúra-szanatóriumot és a Rudolf-villát. 
A második világháború során, 1944 júliusában Prein fölött lelőttek egy amerikai bombázót, amely még a levegőben felrobbant. 1945 áprilisában a település heves harcok színtere volt, a szovjet hadsereg próbálta áttörni a Semmering-hágót védő német 9. hegyivadász-hadosztály állásait.

## Lakosság
A Reichenau an der Rax-i önkormányzat területén 2019 januárjában 2524 fő élt. A lakosságszám 1951 óta (akkor 4751 fő) csökkenő tendenciát mutat. 2017-ben a helybeliek 91,2%-a volt osztrák állampolgár; a külföldiek közül 1,9% a régi (2004 előtti), 3% az új EU-tagállamokból érkezett. 2% a volt Jugoszlávia (Szlovénia és Horvátország nélkül) vagy Törökország, 1,9% egyéb országok polgára volt. 2001-ben a lakosok 72,5%-a római katolikusnak, 8,8% evangélikusnak, 1% ortodoxnak, 5,8% mohamedánnak, 10,3% pedig felekezeten kívülinek vallotta magát. Ugyanekkor 26 magyar élt a mezővárosban; a német mellett (90,7%) a legnagyobb nemzetiségi csoportokat a törökök (2,3%) és a bosnyákok (1%) alkották. 

## Látnivalók
- a reichenaui kastély
- a Villa Wartholz
- a Rothschild-kastély
- a Rudolf-villa
- a Höllentalbahn nosztalgiajárata
- a Kaiserbrunn-vízvezetékmúzeum

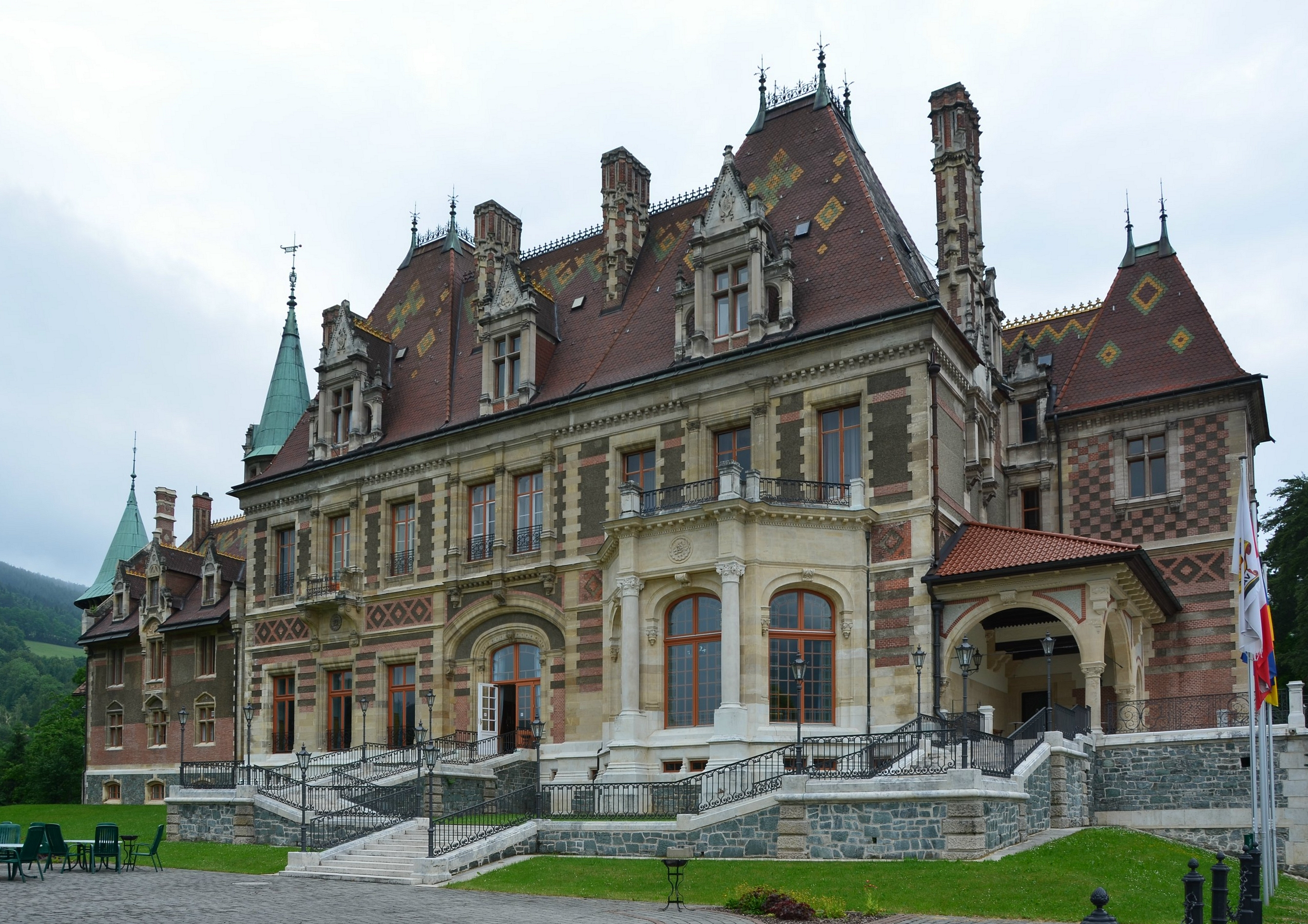
A Rothschild-kastély

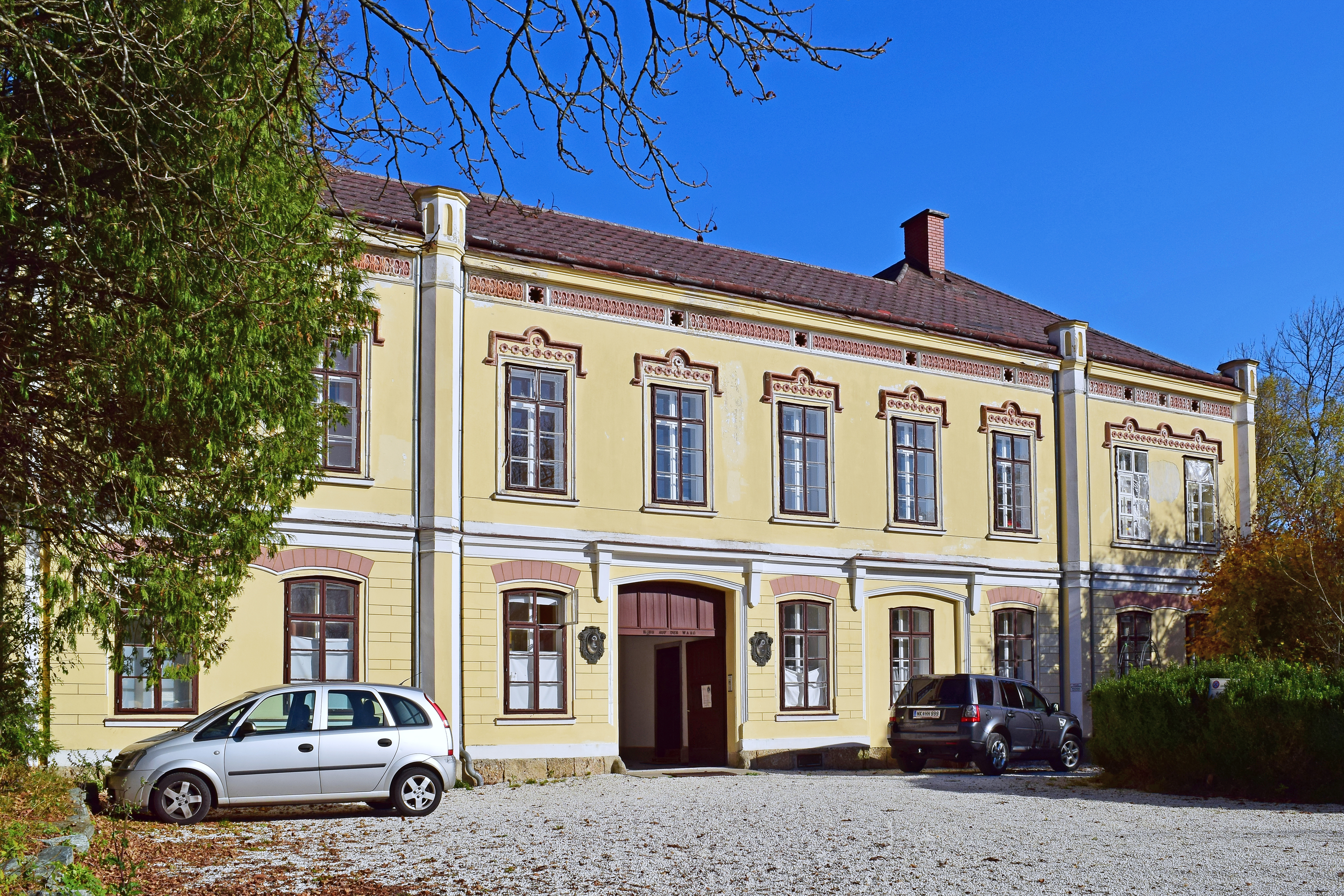
A Rudolf-villa

- az 1939-ben épült Szentlélek-plébániatemplom
- az 1866-ban épült Szt Pál megtérése-plébániatemplom Preinben
- a Szt. Borbála-plébániatemplom

## Fordítás
- Ez a szócikk részben vagy egészben  a   Reichenau an der Rax című német Wikipédia-szócikk ezen változatának fordításán alapul.  Az eredeti cikk szerkesztőit annak laptörténete sorolja fel. Ez a jelzés csupán a megfogalmazás eredetét és a szerzői jogokat jelzi, nem szolgál a cikkben szereplő információk forrásmegjelöléseként.